# Tjagan
Tjagan (ryska: Чаган) är en ort i Kazakstan.   Den ligger i oblystet Östkazakstan, i den östra delen av landet, 600 km öster om huvudstaden Astana. Tjagan ligger 181 meter över havet och antalet invånare är 478.
Terrängen runt Tjagan är platt, och sluttar norrut. Runt Tjagan är det mycket glesbefolkat, med 3 invånare per kvadratkilometer. Det finns inga andra samhällen i närheten. Trakten runt Tjagan består i huvudsak av gräsmarker.